# Барт Міллард
Барт Маршалл Міллард (англ. Bart Marshall Millard, нар. 1 грудня 1972, Грінвілл, Техас) — американський співак і автор пісень, найбільш відомий як лідер гурту MercyMe. Він також випустив два сольні альбоми: Hymned, No. 1, у 2005 році та Hymned Again у 2008 році.

## Біографія
Барт Міллард народився у Грінвіллі (штат Техас). У дитинстві він захоплювався американським футболом, а оскільки захоплення було сімейним, на Барта як на футболіста покладали великі надії. Але в середній школі юнак зламав кісточку, в результаті футбольна кар'єра для нього закінчилася, хоча за потужну комплекцію та високе зростання хлопець завдячує саме спорту.
Барт поступово перейшов на гольф, в який і грає час від часу і сьогодні. Втративши можливість стати зірковим футболістом, юний Міллард спробував себе співаком у церковному хорі, що допомогло йому відкопати свій заритий талант. Поступово він почав своє служіння у церкві, взявшись за керівництво хором. Але ще з дитинства він хотів створити рок-гурт, граючи в батьківському гаражі. Саме в ті, здавалося б прекрасні дні, до будинку Міллардів прийшла сумна звістка про те, що батько сімейства хворий на рак.
Після школи Барт вирушив до коледжу, але того ж року його батько програв раку в боротьбі за життя, після п'ятирічних спроб вилікуватися. Барту виповнилося 18, коли він залишився з матір'ю, бабусею та двома старшими братами.
Молодіжний пастор церкви, яку відвідував Барт, запропонував йому переїхати до Лейкленду (Техас) із групою поклоніння. І Барт погодився вирушити до призначеного пункту відразу ж після закінчення першого року коледжу. Коли в Техасі розпочався відбір претендентів, яких мали відправити з групою прославлення до Швейцарії, вибір одразу впав на Барта та Джима Брайсона. Так влітку 1994-го відбулося знайомство двох людей, які стали наріжним камінням MercyMe. На той момент обидва хлопці були повністю занурені у служіння, а до серпня 1994-го до них приєднався Майк Чайтсзер.
Коли Майк і Барт вирушили на служіння у Флориду, перший залишився працювати в християнському центрі реабілітації наркоманів, а Барт приєднався до церковної групи прославлення All Star Ministries з Талси.

## Особисте життя
У нього є дружина, Шеннон Міллард(нар. 14 червня 1968 року - пом. 17 квітня 2023 року) - вчителька. У них було п'ятеро дітей:
- Сем Міллард (нар. травень 1999 року) - любить грати на фортепіано та співати.
- Грейсі Міллард (нар. 5 листопада 2004 року)
- Чарлі Міллард (нар. 30 березня 2006 року)
- Софі Міллард (нар. грудень 2009 року)
- Майлз Міллард (нар. 21 березня 2011 року)[4]

Мати Мілларда Адель залишила його разом з батьком-насильником, коли він був ще хлопчиком. Відтоді вони помирилися, і вона померла в липні 2022 року.
Артур Уеслі Міллард молодший, батько Барта, знущався над ним у дитинстві. Однак пізніше в житті Артур став християнином. Вони з Бартом помирилися перед тим, як Артур помер від раку підшлункової залози в 1991 році.

## Фільм
Пісня Мілларда «I Can Only Imagine» була натхненна смертю його батька, і по ній був знятий фільм також під назвою «I Can Only Imagine». Фільм вийшов на екрани 16 березня 2018 року.

## Дискографія
| Заголовок     | Реліз альбому       |
| ------------- | ------------------- |
| Hymned, No. 1 | 16 серпня 2005 року |
| Hymned Again  | 19 серпня 2008 року |

## Нагороди
Hymned, No. 1 посів № 9 у рейтингу найкращих християнських альбомів Christianity Today за 2005 рік.